# Den seksuelle frigørelse
Den seksuelle frigørelse, også kaldet den seksuelle revolution, betegner den proces, der i det 20. århundrede gjorde seksualiteten til andet og mere end forplantning der foregik i det skjulte, og som man ikke talte om. Som eksempler på den seksuelle frigørelse i Danmark nævnes især pornografiens frigørelse i slutningen af 1960'erne samt den kendsgerning at Danmark var det første land i verden, der indførte muligheden for registrerede partnerskaber mellem homoseksuelle.
Man kan med god ret sige, at den seksuelle frigørelse allerede startede med "den store nordiske krig om seksualmoralen" i 1880'erne som var en debat mellem hovedsageligt forfattere, kvindesagsforkæmpere og intellektuelle. Debatten er siden blevet kaldt en fejde, den store sædelighedsfejde, fordi tonen i debatten var hård og rå, og personligheder som f.eks. Bjørnstjerne Bjørnson og Georg Brandes blandede sig i en sådan grad, at det udviklede sig til fjendskab. Diskussionen foregik i aviser, tidsskrifter og i den nye skønlitteratur, der blev udgivet i Danmark, Norge, Sverige og Finland.
Georg Brandes' frisindede tanker om sex og moral var langt fra virkeligheden omkring århundredskiftet. Seksualitet blev opfattet som noget urent, der var forbundet med angst, pinlighed og fordomme. Seksualitet var ikke noget man talte om. Sex var et spørgsmål om forplantning. Det sidste lovlige bordel blev lukket i 1906. Frisindet omkring køn og seksualitet blev alligevel fremherskende i løbet af det 20. århundrede.
I 1910 udgav den danske revolutionære syndikalist Christian Christensen bogen Arbejderne og børneflokken, der er et kampskrift for seksuel frigørelse og svangerskabsforebyggelse.
Forfatterinden Thit Jensen førte i 20'erne an i kvindesagens kamp for frit moderskab. Kvinderne skulle selv have lov at bestemme, om de ville være mødre og hvornår. Kvinder skulle ikke føle sig tvunget til ægteskab fordi de var blevet gravide. De skulle have et valg. Derfor blev abortspørgsmålet opfattet som en politisk og kulturel kamp. 
I 1935 blev den københavnske læge Jonathan Leunbach tiltalt for uagtsomt manddrab og fosterdrab, men frikendt; året efter blev han dog idømt tre måneders fængsel for meddelagtighed i illegale svangerskabsafbrydelser.
Forholdet mellem køn og seksualitet blev på flere måder sat i fokus i løbet af det 20. århundrede. I 1952 kom den amerikanske marinesoldat George W. Jorgensen til Danmark for at få foretaget en kønsskifteoperation. Han kunne senere forlade landet som Christine Jorgensen. I 70'erne blev ligestillingen af kønnene og kvindernes seksualitet sat på dagsordenen. En bemærkelsesværdig form for ligestilling dukkede op i 90'erne, da mændene kunne betragtes som sexobjekter og mandestrippere som den amerikanske gruppe Chippendales trækker fulde huse.
I 1948 udkommer bogen Hvordan, mor? skrevet af Sten Hegeler og tegnet af Gerda Nystad, en bog om sexoplysning for børnehavebørn. I 1961 udgiver Sten Hegeler sammen med hustruen, Inge Hegeler, Kærlighedens ABZ og med tegninger af Eiler Krag. Denne bog inspirerede ugebladet Femina til at ansætte parret Hegeler til at bestyre en samlivsbrevkasse, men de blev fyret, fordi læserne stillede for intime spørgsmål. Senere overtog Ekstra Bladet parret og sexbrevkassen. I maj 1971 forlod parret bladet.
P-pillerne blev introduceret til det europæiske marked i løbet af 60'erne.
I 1906 angreb Johannes V. Jensen Herman Bang for hans homoseksualitet. I tiden blev der foretaget razziaer, forhør og fængsling af formodede homoseksuelle, og Herman Bang måtte flygte. Igennem århundredet var den samfundsmæssige holdning overfor homoseksuelle utrolig kritisk. Først med den seksuelle frigørelse i løbet af 60'erne begyndte den generelle holdning i befolkningen at ændre sig. I begyndelsen af 70'erne var der stadigt flere bøsser og lesbiske, der sprang ud. Homoseksualiteten blev gjort synlig, og de homoseksuelle ville ikke længere finde sig i fordømmelser og fortielser.